# Tartarughe divine
Tartarughe divine (titolo originale Small Gods) è un romanzo di Terry Pratchett. Tra i romanzi dell'autore, questo è il tredicesimo ambientato nel Mondo Disco (Discworld).
Il libro non è soltanto un romanzo umoristico, ma contiene una riflessione sulla fede, sul prevalere della gerarchia ecclesiastica rispetto al sentimento del divino, sull'atrocità delle guerre di religione, sulla compassione.

## Trama
La maggior parte delle religioni del Mondo Disco sono politeiste, ma gli abitanti della regione Omnia sono strettamente monoteisti. Essi credono che esista un solo dio, chiamato Om, rappresentato come un toro nell'atto di calpestare i suoi nemici, oppure come un'aquila, e uccidono chiunque osi sostenere che esistano altri dei. Nonostante il fanatismo religioso, gli abitanti di Omnia hanno perso la vera fede e si trovano a partecipare alle cerimonie religiose più per abitudine e fede nel clero (la temibile Quisition ed il suo capo Vorbis, dedita principalmente alla tortura, che Pratchett descrive come parodia dell'Inquisizione) che non per fede in Om. Questo è un serio problema, perché gli dei del Mondo Disco traggono il loro potere dalla fede dei credenti.
Un giorno il dio Om si trova intrappolato nel corpo di una tartaruga, quasi privo di poteri, perché ormai un solo abitante di Omnia, il monaco Brutha, crede veramente in lui. Il dio si trova quindi, suo malgrado, a dipendere dal monaco per cercare di riacquistare la fede dei suoi credenti e con essa il suo potere divino.
La storia narra il percorso di miglioramento di Om. All'inizio della storia Om è un dio egoista e vanitoso, che non si interessa neanche lontanamente al genere umano. Con lo scorrere delle pagine il dio comprende e apprezza il genere umano, capisce che vale la pena lottare per l'umanità e, dopo aver riacquistato il suo potere, non solo affronta gli dei del pantheon per scongiurare una guerra e salvare la vita di molti umani, incluso Brutha, ma addirittura rivoluziona la sua religione, dando dei nuovi comandamenti che promuovono una fede molto più tollerante e pacifista.

## Collegamenti con altri libri
La religione Omniana compare in Piedi d'argilla, dove è presente la guardia Visita-l'Infedele-con-Opuscoli-Informativi, di fervente credo Omniano, e in Carpe Jugulum, nella figura del prete omniano Mightily Oat, che si allea alle streghe contro i vampiri.

## Edizioni
- Terry Pratchett, Tartarughe divine, traduzione di Valentina Daniele, Salani, 2011,  p. 352.